# Territorio storico
Territorio storico (in basco Lurralde historikoa, in spagnolo Territorio histórico) è il nome utilizzato nell'ordinamento giuridico interno dei Paesi Baschi per ciascuna delle tre entità territoriali che lo compongono: Álava, Gipuzkoa e Biscaglia. I territori storici coincidono, nei loro limiti attuali, con le province omonime:
(Statuto di Autonomia dei Paesi Baschi, articolo 2.2)

Mappa dei distretti elettorali delle Assemblee generali. Nei toni del verde, il territorio storico della Biscaglia, in blu quello di Gipuzkoa e in ocra quello di Álava.

I territori storici sono governati dai Consigli forali (Diputaciones forales, Foru aldundiak), che esercitano non solo i poteri ordinari di un Consiglio Provinciale (Diputación provincial), ma anche i poteri del regime forale, ad esempio in materia fiscale, e dalle Assemblee generali (Batzar Nagusiak, Juntas Generales), organi legislativi abilitati ad approvare regolamenti o leggi regionali (anche se non hanno valore di legge). Ognuna di queste è composta da 51 membri, eletti a suffragio universale in ogni territorio.
Il riconoscimento costituzionale di questa unicità dei territori storici, come quello della Comunità Forale di Navarra, deriva dalla prima disposizione aggiuntiva della Costituzione spagnola (sebbene la Costituzione faccia riferimento ai "territori forali", lo Statuto di Autonomia dei Paesi Baschi adotta l'espressione "territori storici"):
(Costituzione spagnola, I Dispozione aggiuntiva)
La prima disposizione aggiuntiva della Costituzione, dello Statuto di Autonomia dei Paesi Baschi e della Legge dei Territori Storici (Legge 27/1983, del 25 novembre, sui Rapporti tra le Istituzioni Comuni della Comunità Autonoma e gli Organi Forali dei loro Territori Storici) approvate dal parlamento basco costituiscono il quadro giuridico di base di queste entità territoriali provinciali.
Secondo l'Accademia Reale della lingua basca ed esponenti del nazionalismo basco, la definizione di territori storici comprende i sette territori che costituiscono il Paese basco (Euskal Herria):
- le tre provincie della comunità autonoma dei Paesi Baschi, in Spagna:
  - Álava (Araba),
  - Biscaglia (Bizkaia),
  - Gipuzkoa;
- Navarra (Nafarroa), in Spagna;
- Bassa Navarra (Nafarroa Beherea) in Francia
- Labourd (Lapurdi), in Francia
- Soule (Zuberoa), in Francia.[2]